# Luitpoldhöhe (Amberg)
Luitpoldhöhe ist ein in der Oberpfalz gelegenes Pfarrdorf, das ein Gemeindeteil von Amberg ist.

## Lage
Der Ort befindet sich in der Region Oberpfälzer Jura und liegt in der nach Traßlberg benannten Gemarkung. Luitpoldhöhe selbst ist einer von 23 Ortsteilen der kreisfreien Stadt Amberg. Die Ortsmitte der Kernstadt liegt drei Kilometer entfernt und Sulzbach-Rosenberg acht Kilometer.

## Verkehr
Die Staatsstraße 2040 verläuft einen halben Kilometer nordöstlich des Ortes und die Bundesstraße 85 etwa eineinhalb Kilometer südwestlich davon. Beide Straßen sind von Luitpoldhöhe aus über Gemeindeverbindungsstraßen erreichbar.

## Kultur und Sehenswürdigkeiten

### Bauwerke
Im südwestlichen Ortsbereich von Luitpoldhöhe gibt es mit der katholischen Pfarrkirche „St. Barbara“ ein denkmalgeschütztes Bauwerk.